# Mycosphaerella websteri
Mycosphaerella websteri är en svampart som beskrevs av Wiehe 1953. Mycosphaerella websteri ingår i släktet Mycosphaerella och familjen Mycosphaerellaceae.   Inga underarter finns listade i Catalogue of Life.